# Dagufisi
Dagufisi (Acestrorhynchus microlepis) is een straalvinnige vissensoort uit de familie van de spilzalmen (Acestrorhynchidae). De wetenschappelijke naam van de soort is voor het eerst geldig gepubliceerd in 1841 door Jardine.
De vis komt voor in een groot deel van noordelijk Zuid-Amerika vanaf Ecuador en Peru via Venezuela, Guyana, Suriname, Frans-Guyana tot Brazilië. Het is een zoetwatervis die in het open water van grote rivieren en hun zijrivieren leeft en in de regentijd de overstroomde beemden betreedt. Hij wordt ook in het open water van het Brokopondostuwmeer aangetroffen. De vis kan tot 26 cm lang worden en het zijn erg actieve en snelle zwemmers. Het is een roofvis die op andere, soms vrij grote vissen jaagt. Ondanks dat wordt de vis wel in aquaria gehouden.